# Zurzyce
Zurzyce est une localité polonaise de la voïvodie d'Opole et du powiat de Nysa.
En 2021, la localité compte 70 habitants.

## Histoire
De 1742 à 1945, Zauritz fait partie de l'arrondissement de Grottkau dans le district d'Oppeln au sein de la province de Silésie.
De 1975 à 1998, la ville faisait administrativement partie de la voïvodie d'Opole.